# Isle of Man TT 1928
De Isle of Man TT 1928 was de zeventiende uitvoering van de Isle of Man TT. Ze werd verreden op de Snaefell Mountain Course, een stratencircuit op het eiland Man.

## Algemeen
Na de dood van Archie Birkin in 1927 werd besloten de wegen op het eiland Man ook tijdens trainingen af te sluiten voor het verkeer. Alec Bennett werd de meest succesvolle coureur op Man toen hij tijdens de Junior TT zijn vijfde overwinning pakte. Hij deed dat met de nog vrij nieuwe Velocette KSS Mk I. Opmerkelijk was dat er geen enkele Italiaanse machine meer te bekennen was. De Italiaanse merken werden gesteund door de Partito Nazionale Fascista van Benito Mussolini, die in die tijd haar aandacht verlegde naar de autoraces. Alleen Luigi Arcangeli liet zich niet weerhouden. Hij kon niet meer voor Moto Guzzi starten, maar volgde het voorbeeld van Achille Varzi en startte voor Sunbeam.

## Senior TT
De Senior TT werd onder slechte omstandigheden gereden. Veel coureurs stopten onderweg vanwege de hevige regen en dichte mist, juist na een lange periode van droogte. De winnende tijd van Charlie Dodson was dan ook de langzaamste sinds vijf jaar. Opmerkelijk waren de tegenvallende prestaties van de Norton CS1-racers.
| Pos | Coureur            | Merk            | Tijd      | Snelheid  |
| --- | ------------------ | --------------- | --------- | --------- |
| 1   | Charlie Dodson     | Sunbeam         | 4:11"40'0 | 62,98 mph |
| 2   | George Rowley      | AJS             | 4:18"41'0 | 61,27 mph |
| 3   | Tommy Hatch        | Scott           | 4:20"18'0 | 60,89 mph |
| 4   | Henry Tyrell-Smith | Rudge-Whitworth | 4:21"58'0 | 60,52 mph |
| 5   | Stanley Woods      | Norton          | 4:22"19'0 | 60,42 mph |
| 6   | Ted Mellors        | Norton          | 4:25"10'0 | 59,77 mph |
| 7   | F. Franconi        | Sunbeam         | 4:25"53'0 | 59,61 mph |
| 8   | J. Duncan          | Raleigh         | 4:26"00'0 | 59,59 mph |
| 9   | A. Warwick         | P&M             | 4:27"58'0 | 59,15 mph |
| 10  | A. Quinn           | Triumph         | 4:28"04'0 | 59,13 mph |
| 11  | J. Amott           | Rudge-Whitworth | 4:28"14'0 | 59,09 mph |
| 12  | Harry Langman      | Scott           | 4:31"41'0 | 58,34 mph |
| 13  | Tommy Spann        | AJS             | 4:32"32'0 | 58,16 mph |
| 14  | Frank Longman      | New Hudson      | 4:36"19'0 | 57,36 mph |
| 15  | Luigi Arcangeli    | Sunbeam         | 4:37"39'0 | 57,09 mph |
| 16  | R. McGregor        | Raleigh         | 4:43"22'0 |           |
| 17  | Jim Whalley        | Douglas         | 4:47"27'0 |           |
| 18  | H. Brockbank       | Cotton-JAP      | 4:49"17'0 |           |
| 19  | W. Hobbs           | Triumph         | 4:53"01'0 |           |
| 20  | G. Griffiths       | Triumph         | 4:58"02'0 |           |

| Coureur        | Merk                | Oorzaak |
| -------------- | ------------------- | ------- |
| Cecil Ashby    | Raleigh             |         |
| Alec Bennett   | Norton              |         |
| Tom Bullus     | Raleigh             |         |
| Len Cohen      | AJS                 |         |
| Joe Craig      | Norton              |         |
| Freddie Dixon  | Douglas             |         |
| Jimmie Guthrie | Norton              |         |
| Wal Handley    | Rex-ACME-Blackburne |         |
| Paddy Johnston | Cotton-JAP          |         |
| Doug Lamb      | Norton              |         |
| Ernie Nott     | Rudge-Whitworth     |         |
| Len Parker     | Douglas             |         |
| Tom Simister   | Triumph             |         |
| Jimmie Simpson | AJS                 |         |
| Graham Walker  | Rudge-Whitworth     |         |

## Junior TT
In de Junior TT vielen de prestaties van de splinternieuwe Norton CJ1 ook tegen. Geen enkele machine haalde de finish. Voor Velocette was het een enorm succes, temeer omdat de Velocette KSS Mk I de eerste motorfiets met voetschakeling was. Alec Bennett had bij de finish ruim vijf minuten voorsprong op teamgenoot Harold Willis, maar derde man Kenneth Twemlow verloor zelfs achttien minuten.
| Pos | Coureur          | Merk           | Tijd      | Snelheid |
| --- | ---------------- | -------------- | --------- | -------- |
| 1   | Alec Bennett     | Velocette      | 3:50"52'0 | 68,6 mph |
| 2   | Harold Willis    | Velocette      | 3:56"00'0 | 67,2 mph |
| 3   | Kenneth Twemlow  | DOT            | 4:08"57'0 | 66,7 mph |
| 4   | Syd Crabtree     | Excelsior      | 4:10"57'0 | 63,2 mph |
| 5   | Freddie Hicks    | Velocette      | 4:11"09'0 | 63,1 mph |
| 6   | G. Reynard       | New Imperial   | 4:23"51'0 | 60,1 mph |
| 7   | Cecil Ashby      | Raleigh        | 4:15"19'0 | 62,2 mph |
| 8   | S. Jackson       | Montgomery-JAP | 4:16"13'0 | 61,8 mph |
| 9   | Bernard Hieatt   | Cotton-JAP     | 4:18"34'0 | 61,3 mph |
| 10  | Chris Tattersall | DOT            | 4:21"00'0 | 70,7 mph |
| 11  | S. Jones         | New Imperial   | 4:23"51'0 | 60,1 mph |
| 12  | H. Brockbank     | Cotton-JAP     | 4:28"02'0 | 59,2 mph |
| 13  | George Himing    | Zenith         | 4:28"50'0 | 59,0 mph |
| 14  | C. Barrow        | Royal Enfield  | 4:36"25'0 | 57,3 mph |
| 15  | W. Pearce        | DOT            | 4:39"16'0 | 56,8 mpg |
| 16  | E. Magner        | Royal Enfield  | 4:40"34'0 | 56,5 mph |
| 17  | S. Ollerhead     | Excelsior      | 4:45"20'0 | 55,6 mph |
| 18  | Freddie Dixon    | Douglas        | 4:48"33'0 | 54,9 mph |
| 19  | H. Lees          | New Imperial   | 4:57"33'0 | 53,3 mph |
| 20  | J. Burney        | Royal Enfield  | 4:58"27'0 | 53,1 mph |
| 21  | Jim Whalley      | Levis          |           |          |

| Coureur         | Merk                  | Oorzaak               |
| --------------- | --------------------- | --------------------- |
| Luigi Arcangeli | Sunbeam               |                       |
| Len Cohen       | AJS                   |                       |
| Joe Craig       | Norton                |                       |
| Charlie Dodson  | Sunbeam               |                       |
| Syd Gleave      | New Imperial          |                       |
| Jimmie Guthrie  | Norton                |                       |
| Paddy Johnston  | Cotton-JAP            |                       |
| Frank Longman   | New Hudson            |                       |
| Len Parker      | Douglas               |                       |
| George Rowley   | AJS                   |                       |
| Jimmy Shaw      | Norton                |                       |
| Jimmie Simpson  | AJS                   |                       |
| Tommy Spann     | AJS                   |                       |
| George Tucker   | Chater Lea-Blackburne | Chater Lea-Blackburne |
| Edwin Twemlow   | DOT                   |                       |
| Stanley Woods   | Norton                |                       |

## Lightweight TT
Frank Longman won de Lightweight TT met een OK Supreme. Dat merk was erg succesvol, want het bezette ook de plaatsen vier t/m zes. De winnaar van 1927, Wal Handley, viel uit.
| Pos | Coureur       | Merk          | Tijd      | Snelheid |
| --- | ------------- | ------------- | --------- | -------- |
| 1   | Frank Longman | OK Supreme    | 4:11"59'0 | 62,9 mph |
| 2   | C. Barrow     | Royal Enfield | 4:29"01'0 | 58,9 mph |
| 3   | Edwin Twemlow | DOT           | 4:29"26'0 | 58,8 mph |
| 4   | George Himing | OK Supreme    | 4:31"30'0 | 58,4 mph |
| 5   | Cecil Ashby   | OK Supreme    | 4:33"31'0 | 57,9 mph |
| 6   | Vic Anstice   | OK Supreme    | 4:34"31'0 | 57,7 mph |
| 7   | S. Jones      | New Imperial  | 4:37"38'0 | 57,1 mph |
| 8   | Jock Porter   | New Gerrard   | 4:39"15'0 | 56,8 mph |
| 9   | Syd Gleave    | New Imperial  | 4:41"17'0 | 56,4 mph |
| 10  | J. Burney     | Royal Enfield | 4:45"12'0 | 55,6 mph |
| 11  | C. Lord       | Royal Enfield | 5:05"20'0 | 51,9 mph |

| Coureur         | Merk                | Oorzaak             |
| --------------- | ------------------- | ------------------- |
| Alec Bennett    | OK Supreme          |                     |
| Syd Crabtree    | Excelsior           |                     |
| Wal Handley     | Rex-ACME-Blackburne | Rex-ACME-Blackburne |
| Paddy Johnston  | Cotton-JAP          |                     |
| Kenneth Twemlow | DOT                 |                     |

1907 · 1908 · 1909 · 1910 · 1911 · 1912 · 1913 · 1914 · Eerste Wereldoorlog · 1920 · 1921 · 1922 · 1923 · 1924 · 1925 · 1926 · 1927 · 1928 · 1929 · 1930 · 1931 · 1932 · 1933 · 1934 · 1935 · 1936 · 1937 · 1938 · 1939 · Tweede Wereldoorlog · 1947 · 1948 · 1949 · 1950 ·1951 · 1952 · 1953 · 1954 · 1955 · 1956 · 1957 · 1958 · 1959 · 1960 · 1961 · 1962 · 1963 · 1964 · 1965 · 1966 · 1967 · 1968 · 1969 · 1970 · 1971 · 1972 · 1973 · 1974 · 1975 · 1976 · 1977 · 1978 · 1979 · 1980 · 1981 · 1982 · 1983 · 1984 · 1985 · 1986 · 1987 · 1988 · 1989 · 1990 · 1991 · 1992 · 1993 · 1994 · 1995 · 1996 · 1997 · 1998 · 1999 · 2000 · 2002 · 2003 · 2004 · 2005 · 2006 · 2007 · 2008 · 2009 · 2010 · 2011 · 2012 · 2013 · 2014